# Franz Winter (Archäologe)

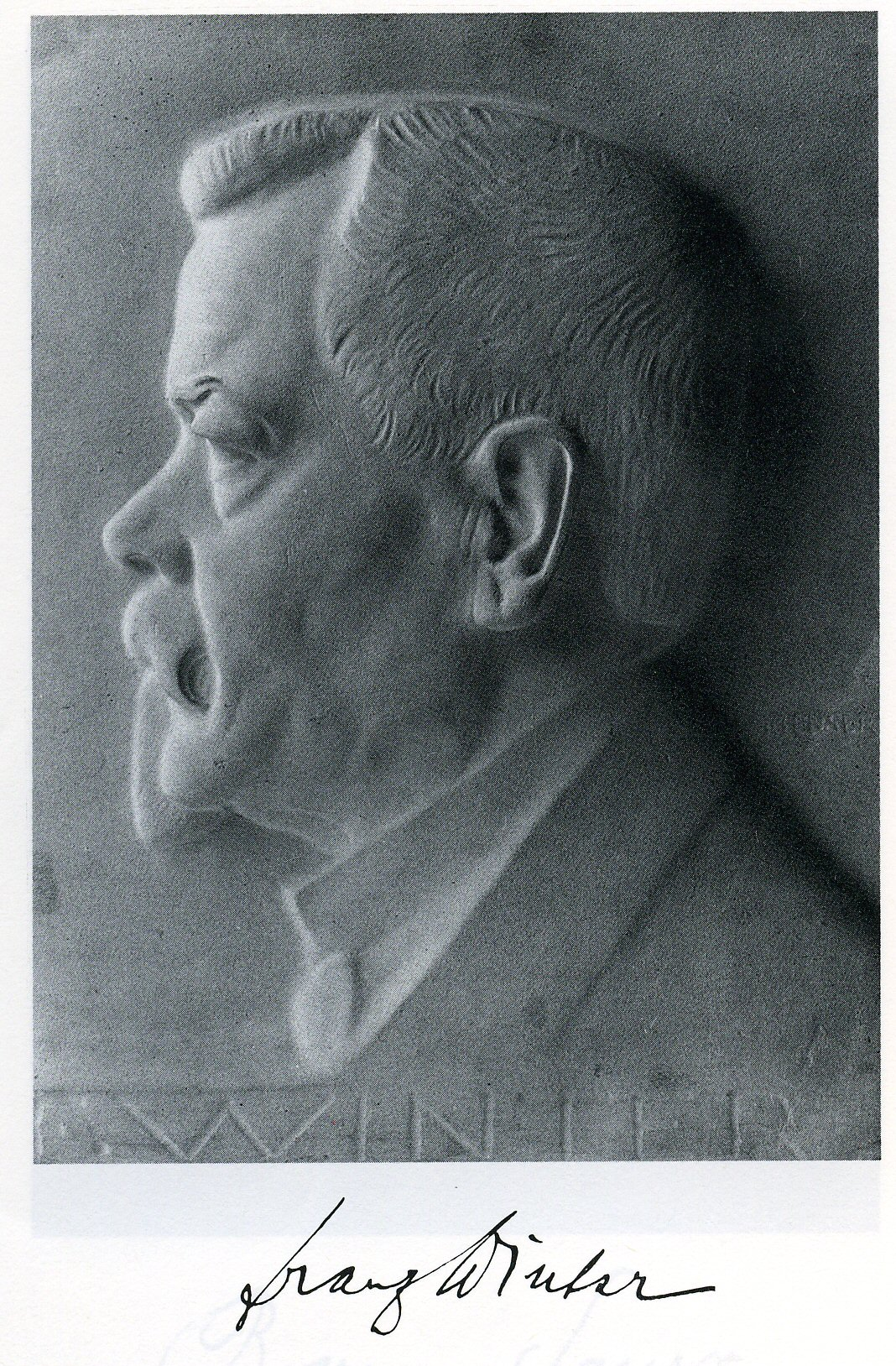
Bronzeplakette mit dem Bildnis Franz Winters von Karl Menser

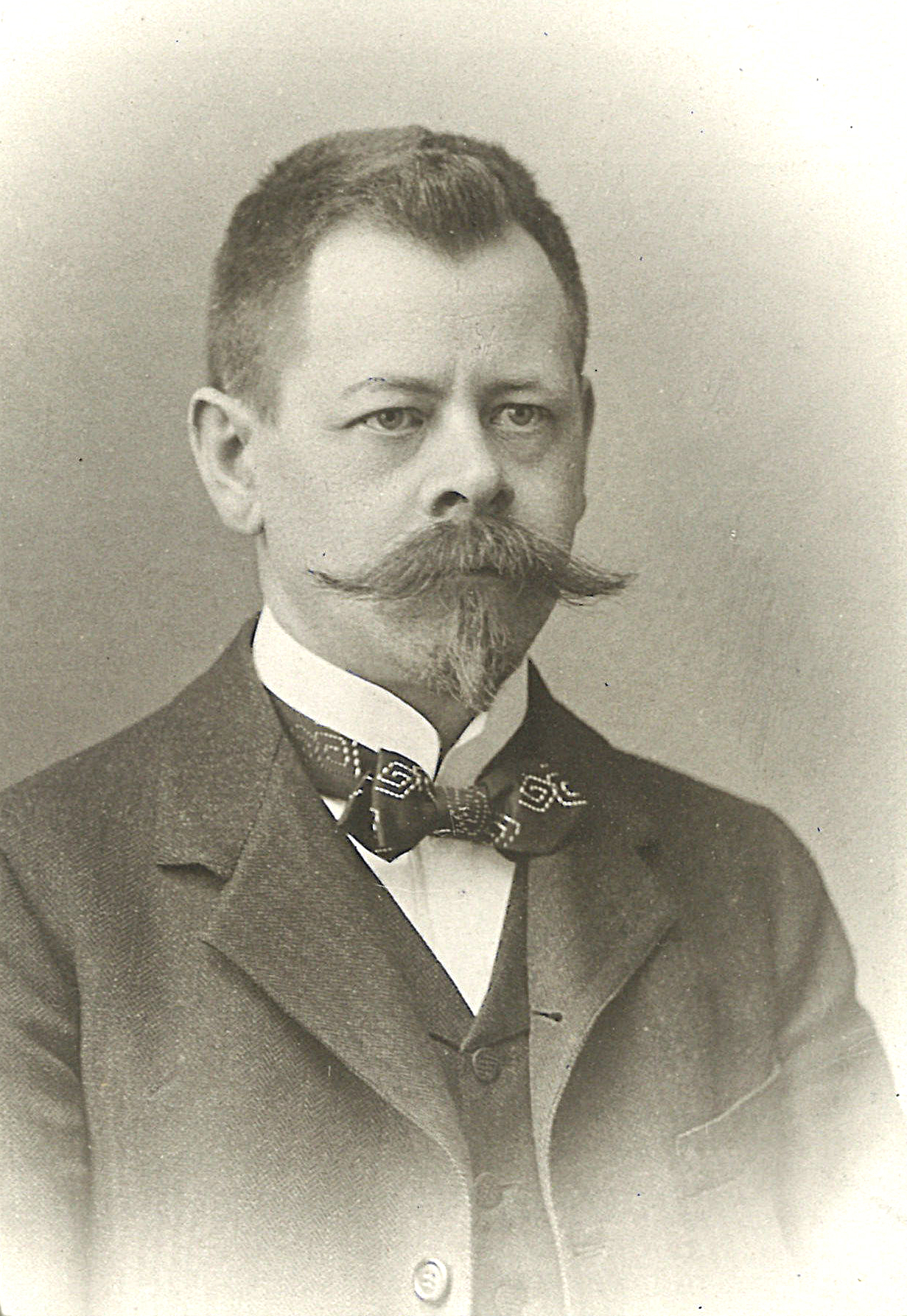
Franz Winter porträtiert zur vorletzten Jahrhundertwende für ein Fakultätsalbum der Universität Innsbruck

Franz Winter (* 4. Februar 1861 in Braunschweig; † 11. Februar 1930 in Bonn) war ein deutscher Klassischer Archäologe.
Franz Winter studierte in Wien und München Altertumswissenschaften, wechselte jedoch dann an die Universität Bonn zum Philologiestudium und besuchte die Seminare von Reinhard Kekulé von Stradonitz, zu dessen Familie er auch in ein persönliches Verhältnis trat. 1885 wurde er bei Franz Bücheler mit der philologischen Arbeit De Plauti fabularum deperditarum fragmentis promoviert.
Nach seiner Promotion wandte Winter sich vollends der Archäologie zu. Durch seine 1885 veröffentlichte Arbeit über Die jüngeren attischen Vasen und ihr Verhältnis zur Kunst erhielt er von 1886 bis 1888 das Reisestipendium des Deutschen Archäologischen Instituts. 1889 wurde er auf Anregung Kekulés von der Zentraldirektion des Deutschen Archäologischen Instituts mit der Bearbeitung des Typenkatalogs für das Corpus der antiken Terrakotten beauftragt. Es ist bis heute das maßgebliche Werk für die Terrakottenforschung.
1890 holte ihn Kekulé an die Königlichen Museen zu Berlin. 1894 habilitierte sich Winter in Berlin, wo er seit 1897 auch zahlreiche Lehraufgaben wahrnahm. 1899 erfolgte der Ruf als ordentlicher Professor an die Universität Innsbruck, 1905 nach Graz, 1907 nach Straßburg, 1912 kehrte er als Nachfolger Georg Loeschckes nach Bonn zurück, wo er bis 1928 lehrte.

## Schriften (Auswahl)
- Die jüngeren attischen Vasen und ihr Verhältnis zur grossen Kunst. Berlin 1885.
- mit Erich Pernice: Der Hildesheimer Silberfund. Berlin 1901.
- Die antiken Terrakotten Band III: Die Typen der figürlichen Terrakotten. Berlin 1903 (Digitalisat).
- Die Skulpturen mit Ausnahme der Altarreliefs (= Altertümer von Pergamon Bd. 7). Reimer, Berlin 1908.
- Das Alexandermosaik aus Pompeji. Straßburg 1909.
- Der Tod des Archimedes Berlin 1924.